# اقتصاد الجبل الأسود
يمر اقتصاد الجبل الأسود حالياً بمرحلة انتقالية، حيث تأثر مسبقاً بحروب يوغسلافيا، وتراجع الصناعة بعد تفكك يوغوسلافيا، والعقوبات الاقتصادية التي تفرضها الأمم المتحدة. انضمت الجمهورية إلى منظمة التجارة العالمية في 29 أبريل 201]]. وانضم الجبل الأسود إلى حلف شمال الأطلسي في 5 يونيو 2017، ومن المخطط له أن تنضم إلى الاتحاد الأوروبي عام 2025.
حلّت جمهورية الجبل الأسود في المرتبة 75 في مؤشر الابتكار العالمي عام 2023، ثمّ تقدّمت 10 مراكز في مؤشر عام 2024 لتصبح في المركز 65.